# Jason Mewes

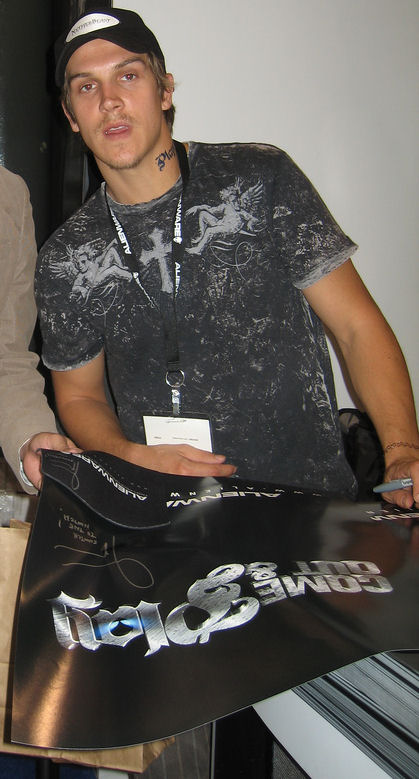
Jason Mewes em 2006.

Jason Edward Mewes (Nova Jérsei, 12 de junho de 1974), mais conhecido como Jason Mewes, é um ator, comediante, produtor de cinema e podcaster estadunidense. Famoso, principalmente, por interpretar o personagem Jay em filmes dirigidos pelo cineasta e amigo Kevin Smith.

## Início de vida
Mewes nasceu em 12 de junho de 1974, em Highlands, Nova Jérsei, e cresceu em um bairro da classe trabalhadora. Ele nunca conheceu seu pai e sua mãe era ex-presidiária e viciada em drogas. Relata Mewes: "Ela costumava fazer check-in em hotéis, pegar TVs e vendê-las... Acho que não tem graça, mas é estranho porque era uma merda... Ela costumava roubar correspondência. andava com ela e ela parava e me fazia procurar as caixas de correio. Realmente não era agradável". Embora essa exposição às drogas inicialmente tenha servido para torná-lo avesso a elas, ele finalmente começou a usá-las depois de se formar na Henry Hudson Regional High School.
Seu melhor amigo era o futuro cineasta Kevin Smith, que descreveu Mewes desta forma: "[Jason] é o tipo de cara que você conhece por cinco minutos e ele sacode o pau para fora. Eu pensei, alguém deveria colocar esse cara em um filme. Eu só queria ver se alguém fora do nosso grupo de amigos o acha tão engraçado quanto eu".

## Carreira
Enquanto trabalhava em uma carreira em telhados, Mewes fez sua estreia no cinema no filme de Kevin Smith de 1994, Clerks como Jay. O filme foi um sucesso, fazendo com que Mewes se identificasse intimamente com o papel, que também desempenhou em Mallrats (1995), Chasing Amy (1997), Dogma (1999), Jay and Silent Bob Strike Back (2001) e Clerks II (2006). Ele forneceu a voz de Jay na curta Clerks: The Animated Series. Ele, junto com Kevin Smith, atuou nos filmes Pânico 3 (2000) e Bottoms Up (2006); eles apareceram na série de televisão canadense Degrassi: The Next Generation, em dois episódios de um arco de história de três partes em que ele e Smith filmam uma nova adição aos filmes View Askew de Kevin Smith, intitulada Jay e Silent Bob Go Canadian, Eh? na Escola Comunitária Degrassi. Eles reaparecem no Degrassi (em um episódio de duas partes), na estreia de Jay and Silent Bob go Canadian, Eh? no Canadá. A estrela de Mewes, Smith e Degrassi, Stacie Mistysyn, foi capa da edição de 29 de janeiro de 2005 do Canadense TV Guide.[carece de fontes?]
Mewes estrelou o filme de terror Breath of Hate (2015), onde interpretou um interesse amoroso romântico por uma acompanhante disfuncional.
Mewes é coprodutor executivo da série exclusiva de Smith para Hulu, Spoilers with Kevin Smith. E estrelou o episódio 3 da sexta temporada de Hawaii Five-0 como Eddie Brooks.

## Vida pessoal
Mewes se casou com Jordan Monsanto em uma cerimônia civil em 30 de janeiro de 2009, com um casamento maior planejado para maio daquele ano. A filha deles, Logan Lee, nasceu em 1º de abril de 2015. Seu segundo filho, Lucien Lee, nasceu em 12 de fevereiro de 2023.

### Abuso de substâncias
Mewes falou abertamente sobre sua luta contra o abuso de substâncias, que começou aos 20 anos. Ele começou a usar heroína logo depois de aparecer em Mallrats e logo ficou viciado; ele estava sob influência de álcool durante as filmagens de Chasing Amy and Dogma. Kevin Smith inscreveu Mewes na primeira de uma série de clínicas de reabilitação de drogas em 1997, depois de perceber que Mewes adormecia aleatoriamente, o que ele inicialmente atribuiu à narcolepsia. Mewes ficou sóbrio até cerca de uma semana após o início das filmagens de Dogma, quando descobriu que poderia passar nos testes de urina se abstendo de drogas por três dias antes e depois usando drogas pelo resto da semana. Em outra tentativa de ficar limpo, Mewes foi morar com sua mãe, que lhe deu OxyContin para aliviar os sintomas de abstinência.
Em 1999, Mewes foi preso em Nova Jérsei por posse de heroína. Sua sentença de liberdade condicional incluiu serviço comunitário, aconselhamento sobre drogas e comparecimentos regulares ao tribunal em Nova Jérsei. No final de 2001, depois de não comparecer ao tribunal, foi emitido um mandado de prisão contra ele. Smith acolheu Mewes para morar com ele e sua esposa, Jennifer Schwalbach Smith, mas o despejou depois de pegá-lo usando drogas novamente. Durante esse período, Mewes roubou o cartão do caixa eletrônico de Smith, gastou 1.100 do dinheiro de Smith e enviou heroína para o hotel onde estava sendo realizada uma coletiva de imprensa para Jay and Silent Bob Strike Back. Smith fez com que Mewes fosse internado em várias instalações de reabilitação, incluindo Promises em Malibu, onde sua visita coincidiu com a estadia frequente do colega Ben Affleck por alcoolismo. Essas tentativas não tiveram sucesso para Mewes, cujo problema era tão grave que Smith não conseguiu dar-lhe um papel em Jersey Girl, de 2004.
Mewes continuou a usar drogas e relatou que decidiu se entregar e buscar ajuda depois de acordar na manhã de Natal de 2002 e descobrir que havia provocado um incêndio após adormecer perto de uma vela acesa enquanto usava heroína. Afastado de Smith, Mewes voltou para Nova Jersey e, em 1º de abril de 2003, se rendeu em um tribunal de Freehold, Nova Jérsei, e se declarou culpado de acusações de violação de liberdade condicional. Ele foi obrigado a entrar em um programa de reabilitação de seis meses. Em uma entrevista em julho de 2006, ele relatou que estava sóbrio e não sentia vontade de beber ou usar drogas. Ele teve uma recaída em 2009 após uma cirurgia.
Para ajudar Mewes a manter sua sobriedade, Smith criou o podcast Jay & Silent Bob Get Old como uma "intervenção semanal" para permitir que Mewes falasse sobre sua história de abuso de substâncias. Em um tópico de perguntas e respostas do Reddit com fãs em maio de 2014, Mewes afirmou que estava sóbrio desde 1º de julho de 2010.

## Filmografia
As produções que Jason esteve envolvido são:
- Jay and Silent Bob Reboot - (2019)
- Maré de Sangue - (2011)
- Zack and Miri Make a Porno - (2008)
- Clerks II - (2006)
- The Tripper - (2006)
- Bottoms Up - (2006)
- Feast - (2005)
- R.S.V.P. (2002)
- Jay and Silent Bob Strike Back - (2001)
- Scream 3 - (2000)
- Dogma - (1999)
- Chasing Amy - (1997)
- Mallrats - (1995)
- Clerks - (1994)